# Sabine Bastian
Sabine Bastian (* 10. September 1948 als Sabine Hofmann in Leipzig) ist eine deutsche Sprach- und Übersetzungswissenschaftlerin. Sie forscht und lehrt als Universitätsprofessorin am Institut für Angewandte Linguistik und Translatologie (IALT) der Philologischen Fakultät der Universität Leipzig.

## Leben
Sabine Bastian studierte von 1967 bis 1971 an der Karl-Marx-Universität Leipzig und erwarb dort einen Abschluss als Diplomdolmetscherin und Diplomübersetzerin für die Sprachen Französisch und Russisch. Im Anschluss war sie bis 1973 im Rahmen eines Forschungsstudiums im Wissenschaftsbereich Romanische Sprach- und Übersetzungswissenschaft der Karl-Marx-Universität Leipzig tätig und promovierte im Jahr 1974 mit einer Dissertation zum Thema "Die Rolle der Präinformation bei der Analyse publizistischer und belletristischer Texte im Französischen und Deutschen".
Von 1973 bis 1983 war sie an der Karl-Marx-Universität Leipzig in der Sektion Theoretische und Angewandte Sprachwissenschaft als wissenschaftliche Assistentin und Oberassistentin tätig, bevor sie an das August-Leskien-Institut wechselte, an dem sie sich bis 1992 mit der Weiterbildung von Sprachlehrern und Sprachmittlern beschäftigte.
Im Jahr 1991 habilitierte sie an der Universität Leipzig zu dem Thema "Das Normenproblem in der französischen Sprache der Gegenwart unter besonderer Berücksichtigung des 'français parlé'" als Beitrag zur Determination von Lehrnormen für die Aus- und Weiterbildung von Sprachmittlern.
Seit 2008 forscht und lehrt sie als ordentliche Universitätsprofessorin für Translatologie (frankophone Kulturen) am Institut für Angewandte Linguistik und Translatologie (IALT) der Universität Leipzig. Aktuell hält sie zudem eine Gastprofessur an der Universität Cergy-Pontoise in der Nähe von Paris auf dem Gebiet der Soziolinguistik.
Sie ist seit 1971 verheiratet, hat zwei Kinder und lebt in Krippehna bei Leipzig.

## Forschungsschwerpunkte
- französisch-deutscher Sprachvergleich
- übersetzungswissenschaftliche Studien zu verschiedenen (Fach-)Textsorten
- soziolinguistische Forschungen zu französischen Jugendsprachen und ihrer Übersetzung

## Weitere Funktionen und Mitgliedschaften
- Von 1997 bis 2006 Leiterin der Abteilung "Übersetzungs- und Dolmetschwissenschaft" der Gesellschaft für Angewandte Linguistik (GAL e. V.)
- Deutscher Romanistenverband
- Frankoromanistenverband

## Schriften (Auswahl)
Eine vollständige Liste der wissenschaftlichen Schriften findet sich auf der Seite von Sabine Bastian der Universität Leipzig.

### Herausgeberschaften
- Zusammen mit Françoise Hammer (Hrsg.): Aber, wie sagt man doch so schön ... : Beiträge zu Metakommunikation und Reformulierung in argumentativen Texten. Peter Lang, Frankfurt am Main 2002 ISBN 3631391145
- Zusammen mit Leona van Vaerenbergh (Hrsg.): Multilinguale Kommunikation – Linguistische und translatorische Ansätze / Communication multilingue – Approches linguistiques et traductologiques / Multilingual Communication – Linguistic and translational approaches. Meidenbauer, München 2007 ISBN 978-3-89975-094-2
- Zusammen mit Elisabeth Burr (Hrsg.): Mehrsprachigkeit in frankophonen Räumen / Multilinguisme dans les espaces francophones. Meidenbauer, München 2008 ISBN 3899751094
- Zusammen mit Thierry Boulot und Elisabeth Burr (Hrsg.): Sociolinguistique urbaine. Identités et mise en mots. Meidenbauer, München 2011 ISBN 978-3-89975-231-1

### Wissenschaftliche Aufsätze
- „Commentaire boursier et subjectivité. Étude contrastive français-allemand de messages sur internet“. In: Behr, I. et al. (éds.): Langue, économie, entreprise – le travail des mots. Paris : Presses Sorbonne Nouvelle 2006, S. 349–365
- „Langues des beurs – langues des cités : Etudes comparatives et contrastives“. In: Bulot, T. / Lounici, A. (dirs): Ségrégation spatio-linguistique. Dynamiques sociolangagières et habitat dit populaire. Algier 2007, p.145 -166
- „Textsorten in der bilingualen Presse : Betrachtungen zu ihrer Bestimmung unter übersetzungsdidaktischen Aspekten“. In : Emsel, M. / Cuartero Otal, J. (Hg.): Brücken. Übersetzen und Interkulturelle Kommunikation. Festschrift für Gerd Wotjak zum 65. Geburtstag. Frankfurt a. M. et al. : Peter Lang 2007, S. 1–14

### Vorträge
- Jugendsprache im Spannungsfeld von Globalisierung und Lokalisierung. Zum Problem der Übersetzung jugendsprachlicher Texte am Beispiel des Romans „Kiffe kiffe demain“ von Faiza Guène. Vortrag auf der GAL-Tagung 2006 in Münster.
- Zusammen mit Françoise Hammer: La langue expressive – études comparatives et contrastives sur la base des reportages sportifs. Romanistentag 2007 in Wien.